# Stelis genychila
Stelis genychila är en orkidéart som beskrevs av Leslie Andrew Garay. Stelis genychila ingår i släktet Stelis och familjen orkidéer. Inga underarter finns listade i Catalogue of Life.